# Canton d'Abbeville-2
Le canton d'Abbeville-2 est une circonscription électorale française du département de la Somme.

## Histoire
Un nouveau découpage territorial de la Somme entre en vigueur à l'occasion des premières élections départementales suivant le décret du 26 février 2014. Les conseillers départementaux sont, à compter de ces élections, élus au scrutin majoritaire binominal mixte. Les électeurs de chaque canton élisent au Conseil départemental, nouvelle appellation du Conseil général, deux membres de sexe différent, qui se présentent en binôme de candidats. Les conseillers départementaux sont élus pour 6 ans au scrutin binominal majoritaire à deux tours, l'accès au second tour nécessitant 12,5 % des inscrits au 1er tour. En outre la totalité des conseillers départementaux est renouvelée. Ce nouveau mode de scrutin nécessite un redécoupage des cantons dont le nombre est divisé par deux avec arrondi à l'unité impaire supérieure si ce nombre n'est pas entier impair, assorti de conditions de seuils minimaux. Dans la Somme, le nombre de cantons passe ainsi de 46 à 23.
Le canton d'Abbeville-2 est formé d'une fraction d'Abbeville et de communes des anciens cantons de Moyenneville (11 communes), de Saint-Valery-sur-Somme (7 communes) et d'Abbeville-Sud (6 communes). Il est entièrement inclus dans l'arrondissement d'Abbeville. Le bureau centralisateur est situé à Abbeville.

## Représentation
| Période élective | Période élective | Mandat | Mandat   | Identité                  | Nuance | Nuance | Qualité |
| ---------------- | ---------------- | ------ | -------- | ------------------------- | ------ | ------ | --- |
| 2015             | 2021             | 2015   | 2021     | Stéphane Haussoulier      |        | DVD    | Cadre du secteur privé Maire (2001 → 2020) puis maire-adjoint (2020 → ) de Saint-Valery-sur-Somme Président de la CC Baie de Somme Sud (1998 → 2016) Vice-président de la CA de la Baie de Somme (2017 → ) Vice-président (2015 → 2020) puis président (2020 → 2024) du conseil départemental de la Somme |
| 2015             | 2021             | 2015   | 2021     | Sabrina Holleville-Milhat |        | DVD    | Avocate Conseillère municipale d'Huchenneville (2014 → 2020) Présidente de la CC du Vimeu Vert (2014 → 2016) Vice-présidente du conseil départemental de la Somme (2015 → ) |
| 2021             | 2028             | 2021   | en cours | Stéphane Haussoulier      |        | DVD    | Cadre du secteur privé Maire-adjoint de Saint-Valery-sur-Somme (2020 → ) Vice-président de la CA de la Baie de Somme (2017 → ) Président du conseil départemental de la Somme (2020 → 2024) |
| 2021             | 2028             | 2021   | en cours | Sabrina Holleville-Milhat |        | DVD    | Avocate Vice-présidente du conseil départemental de la Somme (2015 → ) |

### Résultats détaillés

#### Élections de mars 2015
| Candidats            | Candidats                 | Partis      | Partis      | Premier tour | Premier tour | Second tour | Second tour |
| Candidats            | Candidats                 | Partis      | Partis      | Voix         | %            | Voix        | %           |
| -------------------- | ------------------------- | ----------- | ----------- | ------------ | ------------ | ----------- | ----------- |
| 1                    | Martine Déroletz          |             | FN          | 3 120        | 31,09        | 3 568       | 39,14       |
| 1                    | Matthieu Marchio          |             | FN          | 3 120        | 31,09        | 3 568       | 39,14       |
| 2                    | Stéphane Haussoulier      |             | UMP         | 2 881        | 28,71        | 5 548       | 60,86       |
| 2                    | Sabrina Holleville-Milhat |             | UMP         | 2 881        | 28,71        | 5 548       | 60,86       |
| 3                    | Pascal Demarthe*          |             | PS          | 2 869        | 28,59        |             |             |
| 3                    | Nathalie Poilly           |             | PS          | 2 869        | 28,59        |             |             |
| 4                    | Hervé Farcy               |             | FG (PG)     | 630          | 6,28         |             |             |
| 4                    | Isabelle Kubiak           |             | FG (DVG)    | 630          | 6,28         |             |             |
| 5                    | Pascale Briffard          |             | DLF         | 534          | 5,32         |             |             |
| 5                    | Jean-Philippe Tanguy      |             | DLF         | 534          | 5,32         |             |             |
|                      |                           |             |             |              |              |             |             |
| Inscrits             | Inscrits                  | Inscrits    | Inscrits    | 19 509       | 100,00       | 19 508      | 100,00      |
| Abstentions          | Abstentions               | Abstentions | Abstentions | 8 890        | 45,57        | 9 068       | 46,48       |
| Votants              | Votants                   | Votants     | Votants     | 10 619       | 54,43        | 10 440      | 53,52       |
| Blancs               | Blancs                    | Blancs      | Blancs      | 354          | 3,33         | 878         | 8,41        |
| Nuls                 | Nuls                      | Nuls        | Nuls        | 231          | 2,18         | 446         | 4,27        |
| Exprimés             | Exprimés                  | Exprimés    | Exprimés    | 10 034       | 94,49        | 9 116       | 87,32       |
| * conseiller sortant |                           |             |             |              |              |             |             |

Stéphane Haussoulier et Sabrina Holleville-Milhat sont membres du groupe "Somme droite et indépendante". Élus en 2015 sous l'étiquette UMP, ils ont quitté Les Républicains en 2017 à la suite de l'élection de Laurent Wauquiez à la présidence du parti.

#### Élections de juin 2021
Le premier tour des élections départementales de 2021 est marqué par un très faible taux de participation (33,26 % au niveau national). Dans le canton d'Abbeville-2, ce taux de participation est de 37,55 % (7 234 votants sur 19 266 inscrits) contre 36,82 % au niveau départemental. À l'issue de ce premier tour, deux binômes sont en ballottage : Stéphane Haussoulier et Sabrina Holleville-Milhat (Union au centre et à droite, 49,19 %) et Chantal Lemaire et Nicolas Lottin (RN, 26,3 %).
Le second tour des élections est marqué une nouvelle fois par une abstention massive équivalente au premier tour. Les taux de participation sont de 34,36 % au niveau national, 36,7 % dans le département et 36,86 % dans le canton d'Abbeville-2. Stéphane Haussoulier et Sabrina Holleville-Milhat (Union au centre et à droite) sont élus avec 69,99 % des suffrages exprimés (4 322 voix pour 7 103 votants et 19 268 inscrits),,.

## Composition
| Nom                               | Code Insee | Intercommunalité       | Superficie (km2) | Population (dernière pop. légale)                | Densité (hab./km2) | Modifier                                    |
| --------------------------------- | ---------- | ---------------------- | ---------------- | ------------------------------------------------ | ------------------ | ------------------------------------------- |
| Abbeville (bureau centralisateur) | 80001      | CA de la Baie de Somme | 26,42            | Fraction : 10 292 (2022) Commune : 22 406 (2022) | 848                | modifier les données · modifier les données |
| Acheux-en-Vimeu                   | 80004      | CC du Vimeu            | 12,33            | 498 (2022)                                       | 40                 | modifier les données · modifier les données |
| Arrest                            | 80029      | CA de la Baie de Somme | 11,15            | 825 (2022)                                       | 74                 | modifier les données · modifier les données |
| Béhen                             | 80076      | CC du Vimeu            | 9,83             | 508 (2022)                                       | 52                 | modifier les données · modifier les données |
| Boismont                          | 80110      | CA de la Baie de Somme | 15,57            | 457 (2022)                                       | 29                 | modifier les données · modifier les données |
| Bray-lès-Mareuil                  | 80135      | CA de la Baie de Somme | 5,43             | 250 (2022)                                       | 46                 | modifier les données · modifier les données |
| Cahon                             | 80161      | CC du Vimeu            | 7,04             | 221 (2022)                                       | 31                 | modifier les données · modifier les données |
| Cambron                           | 80163      | CA de la Baie de Somme | 12,61            | 751 (2022)                                       | 60                 | modifier les données · modifier les données |
| Eaucourt-sur-Somme                | 80262      | CA de la Baie de Somme | 4,42             | 363 (2022)                                       | 82                 | modifier les données · modifier les données |
| Épagne-Épagnette                  | 80268      | CA de la Baie de Somme | 6,56             | 515 (2022)                                       | 79                 | modifier les données · modifier les données |
| Ercourt                           | 80280      | CC du Vimeu            | 4,20             | 126 (2022)                                       | 30                 | modifier les données · modifier les données |
| Estrébœuf                         | 80287      | CA de la Baie de Somme | 6,24             | 241 (2022)                                       | 39                 | modifier les données · modifier les données |
| Franleu                           | 80345      | CA de la Baie de Somme | 8,43             | 507 (2022)                                       | 60                 | modifier les données · modifier les données |
| Grébault-Mesnil                   | 80388      | CC du Vimeu            | 2,58             | 205 (2022)                                       | 79                 | modifier les données · modifier les données |
| Huchenneville                     | 80444      | CC du Vimeu            | 11,54            | 681 (2022)                                       | 59                 | modifier les données · modifier les données |
| Mareuil-Caubert                   | 80512      | CA de la Baie de Somme | 9,08             | 828 (2022)                                       | 91                 | modifier les données · modifier les données |
| Miannay                           | 80546      | CC du Vimeu            | 8,81             | 602 (2022)                                       | 68                 | modifier les données · modifier les données |
| Mons-Boubert                      | 80556      | CA de la Baie de Somme | 9,53             | 578 (2022)                                       | 61                 | modifier les données · modifier les données |
| Moyenneville                      | 80578      | CC du Vimeu            | 14,12            | 701 (2022)                                       | 50                 | modifier les données · modifier les données |
| Quesnoy-le-Montant                | 80654      | CC du Vimeu            | 7,04             | 525 (2022)                                       | 75                 | modifier les données · modifier les données |
| Saigneville                       | 80691      | CA de la Baie de Somme | 12,86            | 336 (2022)                                       | 26                 | modifier les données · modifier les données |
| Saint-Valery-sur-Somme            | 80721      | CA de la Baie de Somme | 10,50            | 2 350 (2022)                                     | 224                | modifier les données · modifier les données |
| Tœufles                           | 80764      | CC du Vimeu            | 8,88             | 304 (2022)                                       | 34                 | modifier les données · modifier les données |
| Tours-en-Vimeu                    | 80765      | CC du Vimeu            | 13,39            | 805 (2022)                                       | 60                 | modifier les données · modifier les données |
| Yonval                            | 80836      | CA de la Baie de Somme | 3,93             | 240 (2022)                                       | 61                 | modifier les données · modifier les données |
| Canton d'Abbeville-2              | 8002       |                        |                  | 23 709 (2022)                                    |                    | modifier les données                        |

Le canton d'Abbeville-2 comprend :
1. vingt-quatre communes,
2. la partie de la commune d'Abbeville située au sud d'une ligne définie par l'axe des voies et limites suivantes : depuis la limite territoriale de la commune de Vauchelles-les-Quesnoy, route d'Amiens (route départementale 1001), chemin des Postes, avenue Charles-Bignon (exclue), rue Saint-Gilles, rue du Maréchal-Foch, place Max-Lejeune, rue Jean-de-Ponthieu, place de l'Amiral-Courbet, rue des Teinturiers, rue Jules-Magnier, rue de l'Eauette, place Saint-Jacques, grande-rue Saint-Jacques, rue Ledien, cours de la Somme, ligne de chemin de fer, jusqu'à la limite territoriale de la commune de Grand-Laviers.

## Démographie
En 2022, le canton comptait 23 709 habitants, en évolution de −2,97 % par rapport à 2016 (Somme : −1,26 %, France hors Mayotte : +2,11 %).
| 2013   | 2018   | 2022   |
| ------ | ------ | ------ |
| 24 886 | 24 205 | 23 709 |